# 26-os busz (Győr)
A győri 26-os jelzésű autóbusz a Marcalváros, Kovács Margit utca és az Ipari Park, Almafa utca, Czompa Kft. megállóhelyek között közlekedik. A vonalat a Volánbusz üzemelteti.

## Közlekedése
Csak munkanapokon közlekedik, Marcalváros felé reggel három, míg az Ipari Park felé délután kettő járat.

## Útvonala
| Ipari Park, Almafa utca, Czompa Kft. felé | Marcalváros, Kovács Margit utca felé |
| --- | --- |
| Marcalváros, Kovács Margit utca – Mécs László utca – Bakonyi út – Lajta út – Vasvári Pál utca – Tihanyi Árpád út – Jereváni út – József Attila utca – Tatai út – Tibormajori út – Ipari Park, Almafa utca, Czompa Kft. | Ipari Park, Almafa utca, Czompa Kft. – Tibormajori út – Tatai út – József Attila utca – Jereváni út – Tihanyi Árpád út – Vasvári Pál utca – Lajta út – Bakonyi út – Mécs László utca – Marcalváros, Kovács Margit utca |

## Megállóhelyei
| 0  | Marcalváros, Kovács Margit utca végállomás                         | 21 | 1, 1A, 11, 11Y, 14, 14B, 21, 21B, 22, 22A, 22B, 22Y, 23, 23A, 24, 25, 28, 42 | LIDL, TESCO, GYSZSZC Krúdy Gyula Gimnáziuma, Két Tanítási Nyelvű Középiskolája, Turisztikai és Vendéglátóipari Szakképző Iskolája, Arany János Általános Iskola                 |
| 1  | Bakonyi út, Gerence út (Korábban: Gerence út, PÁGISZ ÁMK)          | ∫  | 11, 11Y, 14, 14B, 21, 21B, 22, 22A, 22B, 22Y, 23, 23A, 24, 25, 28, 42        | Győri Műszaki Szakképzési Centrum Pattantyús-Ábrahám Géza Ipari Szakgimnáziuma és Szakközépiskolája                                                                             |
| ∫  | Bakonyi út, marcalvárosi aluljáró (Korábban: Gerence út, aluljáró) | 20 | 11, 11Y, 14, 14B, 21, 21B, 22, 22A, 22B, 22Y, 23, 23A, 24, 25, 28, 42        | |
| 2  | Lajta út, gyógyszertár                                             | 18 | 11, 11Y, 14, 14B, 22, 22A, 22B, 22Y, 23, 23A, 24, 25, 28, 42                 | Dr. Kovács Pál Megyei Könyvtár Marcalvárosi Fiókkönyvtára, Mesevár Óvoda, Kovács Margit Óvoda, Idősek Otthona                                                                   |
| 4  | Lajta út, posta                                                    | 17 | 11, 11Y, 14, 14B, 22, 22A, 22B, 22Y, 23, 23A, 24, 25, 28, 42                 | Benedek Elek Óvoda, Posta, Brunszvik Teréz Német Nemzetiségi Óvoda, Szent-Györgyi Albert Egészségügyi és Szociális Szakképző Iskola, Kovács Margit Általános Művelődési Központ |
| 6  | Vasvári Pál utca, kórház, főbejárat                                | 15 | 6, 11, 11Y, 14, 14B, 23, 23A, 24, 25, 28, 32, 34, 36, 37                     | Petz Aladár Megyei Oktató Kórház, Győr Plaza, Nemzeti Adó- és Vámhivatal Nyugat-dunántúli Regionális Bűnügyi Igazgatósága                                                       |
| 8  | Tihanyi Árpád út, adyvárosi tó                                     | 13 | 2, 2B, 6, 7, 17, 17B, 20, 38, 38A, 41                                        | Győr Plaza, Adyvárosi tó, PENNY MARKET |
| 10 | Jereváni út, posta                                                 | 11 | 2, 2B, 6, 7, 17, 17B, 20, 38, 38A, 41                                        | Szabadhegyi Magyar-Német Két Tanítási Nyelvű Általános Iskola és Gimnázium, Lepke utcai Óvoda, Posta                                                                            |
| 11 | Jereváni út, József Attila utca                                    | 10 | 6, 7, 17, 17B, 38, 38A                                                       | Szent Anna templom |
| 12 | Templom utca                                                       | 8  | 7, 17, 17B, 38, 38A                                                          | Szent Anna templom, József Attila Művelődési Ház, Móra Ferenc Óvoda, Móra park, Radó Tibor Általános Iskola                                                                     |
| 13 | Venyige utca                                                       | 7  | 7, 17, 17B, 38, 38A                                                          | Kodály Zoltán Általános Iskola, Tárogató Óvoda |
| 14 | Varga Katalin utca                                                 | 6  | 7, 17, 17B, 38, 38A                                                          | |
| 15 | Kakashegy utca                                                     | 5  | 7, 17, 17B, 38, 38A                                                          | |
| 17 | Tatai út, trafóház                                                 | 3  | 15, 25, 28, 38, 38A                                                          | |
| 20 | Ipari Park, E.ON Zrt.                                              | 2  | 15, 25, 28, 38, 38A                                                          | |
| 21 | Ipari Park, Szinflex Plus Kft.                                     | 1  | 15, 25, 28, 30Y, 38, 38A                                                     | |
| 22 | Ipari Park, Almafa utca, Czompa Kft. végállomás                    | 0  | 15, 25, 28, 30Y, 38, 38A                                                     | |